# Rufus Wilmot Griswold
Rufus Wilmot Griswold (Vermont, Estados Unidos, 13 de fevereiro de 1812 – Nova Iorque, Estados Unidos, 27 de agosto de 1857) foi um antologista, editor, poeta e crítico literário estadunidense, muito conhecido por sua rivalidade com o poeta Edgar Allan Poe.

## Vida
Griswold nasceu no estado de Vermont, e deixou sua casa aos quinze anos. Trabalhou como jornalista, editor e crítico em Filadélfia, em Nova Iorque e em outros lugares. Adquiriu reputação, em grande parte devido a uma antologia: The Poets and Poetry of America ('Os Poetas e a Poesia da América'). Essa antologia, a mais extensa de sua época, reunia o mais cultivado, segundo o compilador, da poesia de seu país à época. Griswold publicou versões revisadas e antologias similares durante o resto de sua vida, ainda que de muitos dos poetas que quis promover nunca mais se ouviu falar. Muitos escritores desejaram ingressar nessas edições, apesar de queixar-se do caráter selvagem do antologista. Griswold foi casado por três ocasiões: sua primeira esposa morreu jovem, seu segundo matrimônio terminou em um controvertido divórcio, e sua terceira esposa o deixou depois de que o divórcio anterior foi revogado.
Edgar Allan Poe, cuja poesia havia sido incluída na antologia de Griswold, publicou uma resposta que questionava alguns dos poetas eleitos. Isso desencadeou uma grande rivalidade entre os escritores, que se exacerbou quando Griswold sucedeu a Poe como editor da Graham's Magazine, com um salário superior ao de Poe. Mais tarde, ambos competiriam pela atenção da poetisa Frances Sargent Osgood. Nunca se reconciliaram. Depois da misteriosa morte de Poe, em 1849, Griswold escreveu um áspero memorando e tornou-se o seu executor literário, iniciando logo uma campanha para arruinar sua reputação. Isso durou até a sua própria morte, ocorrida oito anos mais tarde, em 1857.
Griswold considerou-se entendido em poesia norte-americana, e foi um dos primeiros em propô-la como disciplina acadêmica. Também apoiou introduzir uma legislação sobre copyright, falando no Congresso sobre a proteção da indústria editorial, ainda que ele mesmo houvesse pirateado obras de outros. Um amigo editor declarou sobre ele: "Quanto mais sonoros eram seus discursos, mais rapidamente rapinava".